# Синдром руйнування колоній

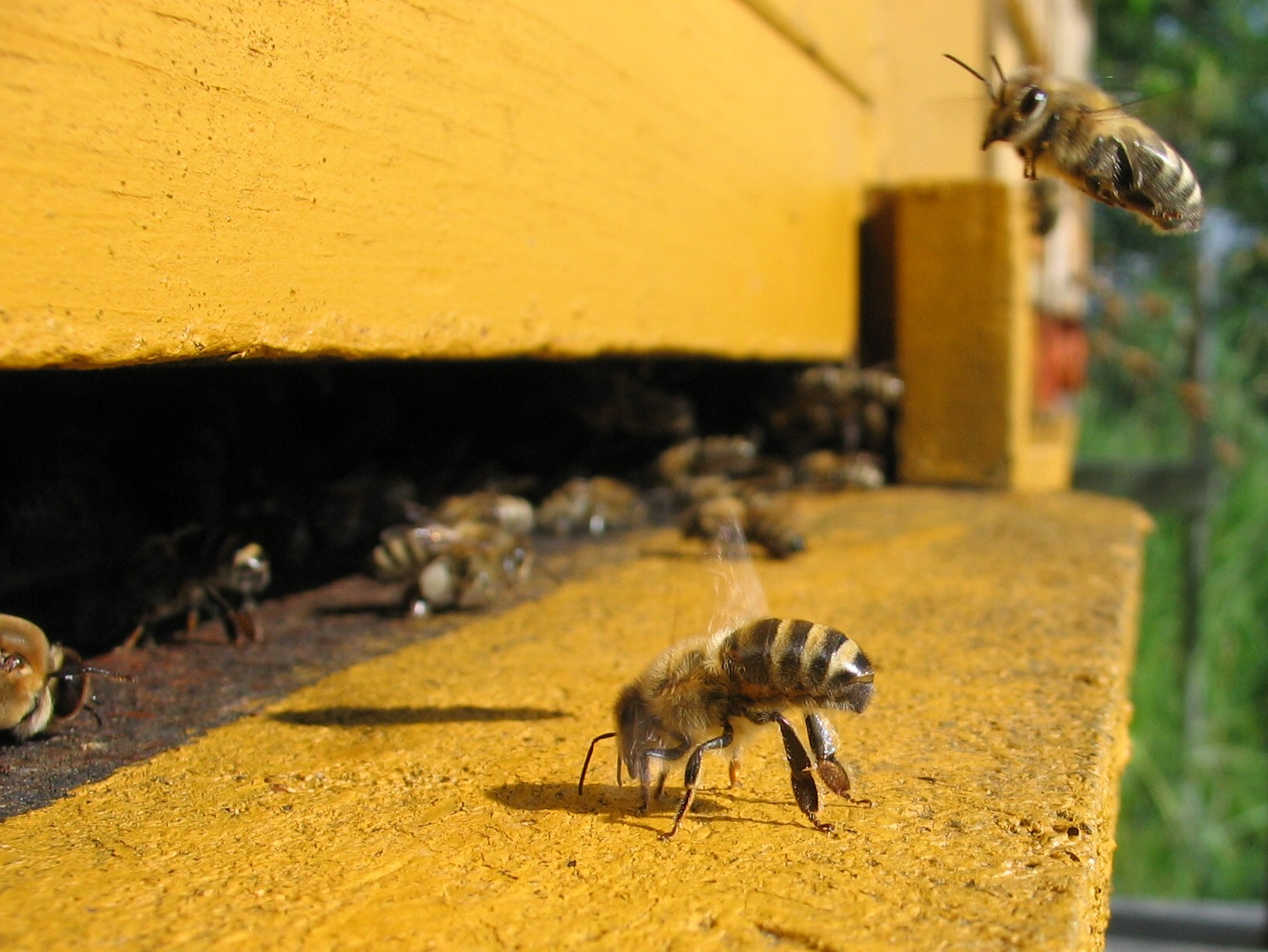
Медоносні бджоли біля входу у вулик

Синдро́м руйнува́ння коло́ній — явище, коли робочі особини бджіл медоносних одночасно і назавжди покидають вулик чи дику колонію. Феномен був відомий упродовж всієї історії бджільництва під різними термінами — хвороба зникнення, весняне скорочення, травнева хвороба, осіннє руйнування чи хвороба осіннього скорочення.. У 2006 році явище було перейменовано в синдром руйнування колоній у зв'язку з різким зростанням числа руйнувань колоній бджіл медоносних у Північній Америці. Європейські бджолярі спостерігали схоже явище в Бельгії, Франції, Нідерландах, Греції, Італії, Португалії, Іспанії, меншою мірою в Швейцарії та Німеччині, в той час як в Північній Ірландії скорочення бджолиної популяції перевищило 50 %.
Синдром руйнування колоній має значний негативний економічний ефект, адже багато сільськогосподарських культур запилюється медоносними бджолами. Скорочення кількості бджіл спричинило зростання використання штучного запилювання в США на 20 %.
Для донесення проблеми до широкого суспільства створено відеоролик  у 2015 р., у 2017 його було перекладено українською.

## Причини

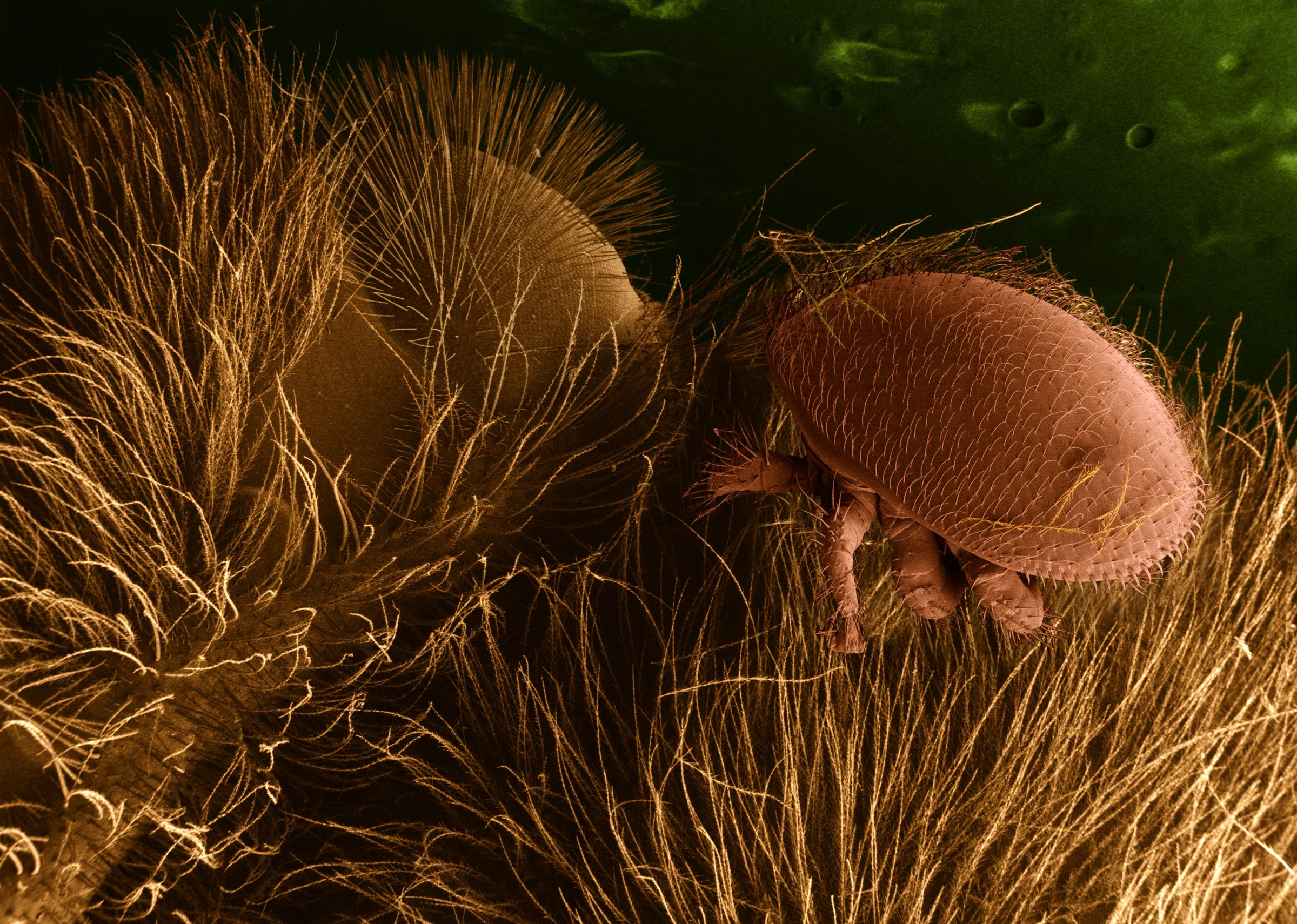
Кліщ виду Varroa destructor на бджолі

Причини цього явища поки що до кінця не з'ясовані, проте висловлюються думки про те, що воно може бути викликано рядом біотичних чинників, таких як варроатоз та інші захворювання, що спричинюються патогенними мікроорганізмами. У Європі в загибелі бджіл звинувачують кліщів виду Varroa destructor, які, проникнувши у вулик, заражають бджіл і їх потомство. В Європу кліща привезли з Китаю та Індії вчені, разом з дикою індійською бджолою Apis cerana indica, на якій паразитує кліщ. Починаючи з 1980-х кожну з пасік Євразії можна апріорі вважати зараженою цим кліщем. Кліщ дуже швидко адаптувався до інсектицидів. Після оброблювання вуликів мед не підлягає продажу, а на зміну бджолі, яка живе лише 35—40 днів, нова з личинки не виросте — кліщ паразитує саме на личинках, гублячи їх (великою підмогою при цьому їм служить бджолине молоко — слина робочої бджоли, якою підгодовують личинок).